# Лотар Улзас
Лотар Улзас (на немски: Lothar Ulsaß) е германски футболист, роден на 9 септември 1940 г. Започва в Арминия Хановер, с който нанизва 23 гола в 26 мача в Оберлига Норд през 1962/63 г. Хамбургер и Вердер веднага искат да го купят, но той предпочита офертата на Айнтрахт Брауншвайг, защото не иска да се мести далече от родния Хановер.
Улзас е техничен, дисциплиниран и най-важното изключително постоянен в изявите си нападател. Той е голмайстор №1 за цялата история на Айнтрахт. Има 10 мача в националния отбор на ФРГ между 1965 и 1969 г. В тях записва впечатлялваща ефективност от 8 гола, но въпреки това няма как да се пребори с Герд Мюлер и Уве Зеелер, които са конкурентите му за място в атаката на Бундестима.

## Успехи
- Шампион на ФРГ - 1966–1967

## Скандал
През 1971 г. е замесен в скандал с уредените мачове в Бундеслигата и отнася сериозно наказание. Впоследствие санкцията му е смекчена, но това не го задоволява. Според преобладаващото мненеие Улзас просто е пострадал, защото е сред най-известните имена, свързани с аферата. Дълбоко огорчен, той преминава във Винер шпортклуб, а впоследствие работи в австрийска фирма за спортна екипировка. Повече никога не се връща в Германия до смъртта си през 1999 г.